# DeRidder, Louisiana
DeRidder, Louisiana (енгл. DeRidder) град је у америчкој савезној држави Луизијана.

## Демографија
По попису из 2010. године број становника је 10.578, што је 770 (7,9%) становника више него 2000. године.
| Група             | 2000.         | 2010.         |
| Белци             | 5.861 (59,8%) | 6.033 (57,0%) |
| Афроамериканци    | 3.406 (34,7%) | 3.529 (33,4%) |
| Азијати           | 139 (1,4%)    | 162 (1,5%)    |
| Хиспаноамериканци | 235 (2,4%)    | 474 (4,5%)    |
| Укупно            | 9.808         | 10.578        |